# Джилиани, Алессандра
Алессандра Джилиани (итал. Alessandra Giliani; 1307, Сан-Джованни-ин-Персичето — 26 марта 1326) — итальянский врач и анатом. Считается первой женщиной-анатомом западного мира, имела репутацию отличного прозектора.

## Биография
Считается, что она родилась в 1307 году в Сан-Джованни-ин-Персичето, в итальянской провинции Эмилия-Романья. Также считается, что она умерла в 1326 году, возможно, от септической раны, в возрасте 19 лет. Она работала помощником Мондино де Лиуцци (ум. 1326), всемирно известного профессора в медицинской школе Университета Болоньи (который считается отцом современной анатомии, как автор основополагающего текста на эту тему, опубликованного в 1316 году).
Алессандра, как говорят, проводила свои анатомические исследования, разрабатывала метод слива крови из тела и замену её цветными красителями — и, возможно, дополнила знания о коронарно-легочной системе кровообращения; все доказательства её работы были либо потеряны, либо уничтожены.
Короткая жизнь Алессандры была отмечена Отто Ангениусом (Otto Angenius), ещё одним помощником Мондино и, вероятно, её женихом, табличкой в церкви Сан-Пьетро Марселлино в Риме, в которой описана её работа.
Она упоминается историком девятнадцатого века Мишелем Медичи, который опубликовал историю болонской школы анатомии в 1857 году.
Роман Барбары Квик, опубликованный HarperTeen в 2010 году, является вымышленным переосмыслением жизни Алессандры.